# جمعه عباس
جمعه عباس (عربی: جمعة عباس عمر؛ زادهٔ ۳ نوامبر ۱۹۹۴) بازیکن فوتبال اهل سودان است.
وی همچنین در تیم ملی فوتبال سودان بازی کرده‌است.